# Banana

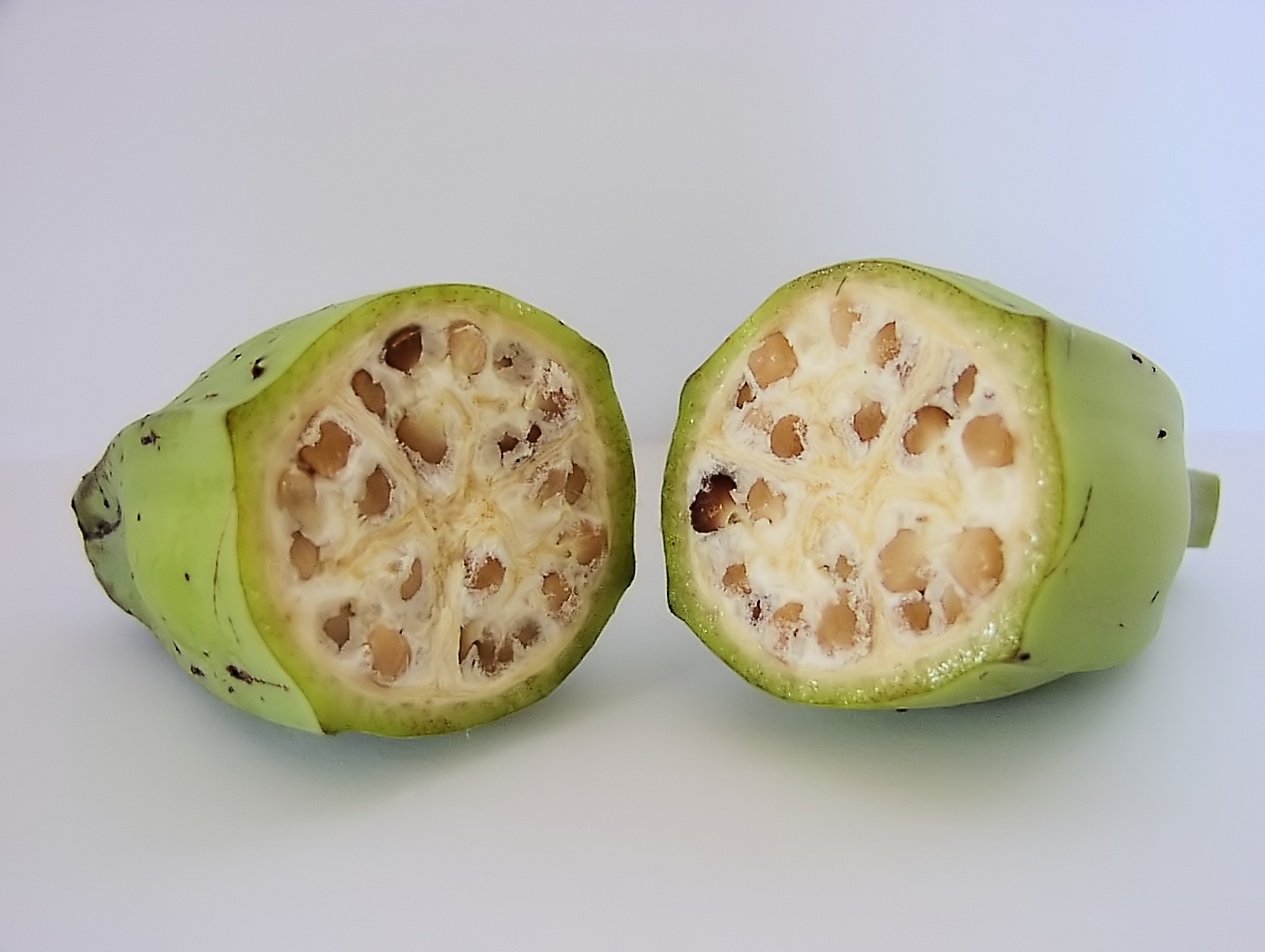
Les bananes de tipus silvestre tenen un gran nombre de llavors.

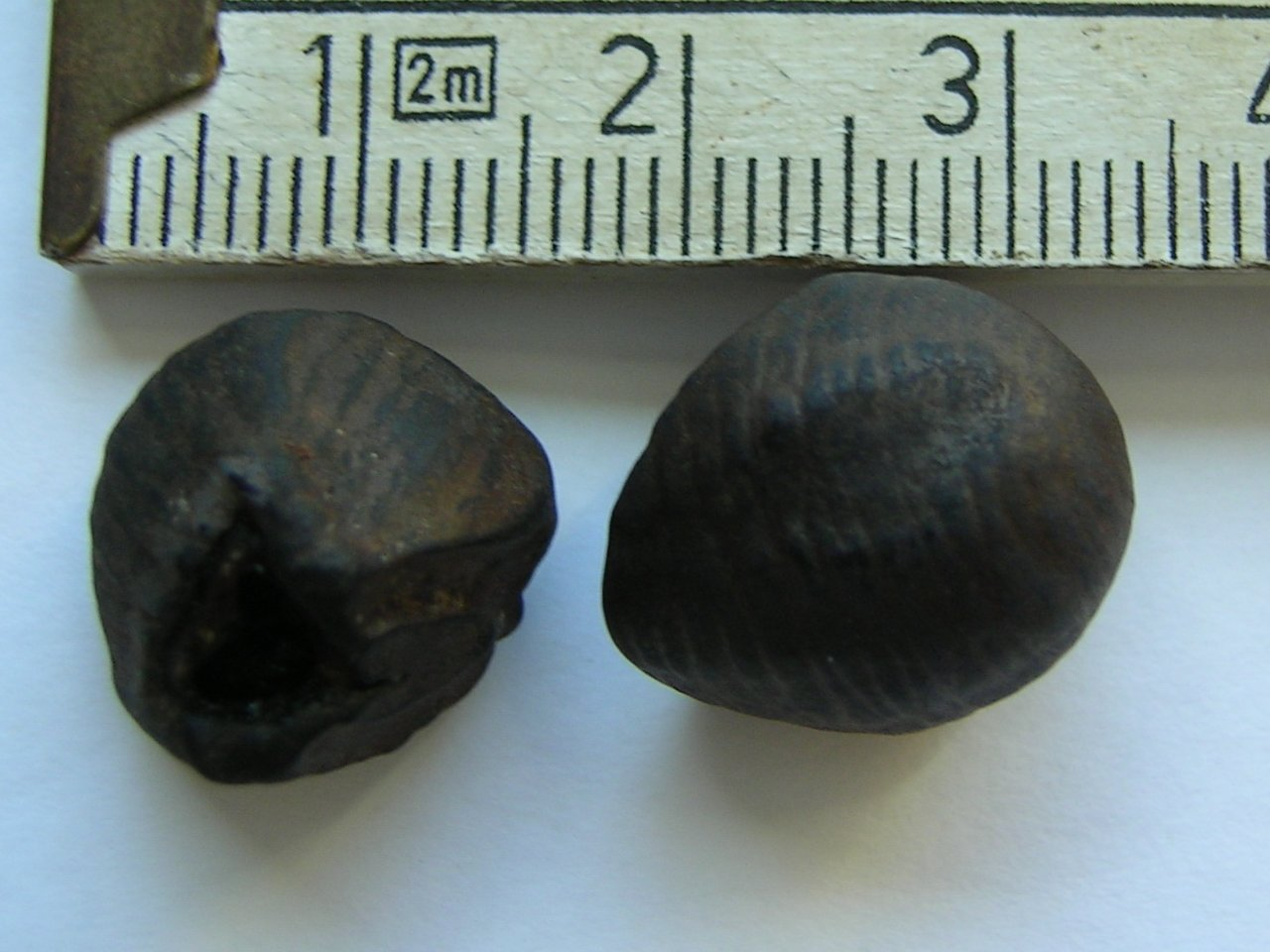
Llavors de bananer (escala en centímetres)

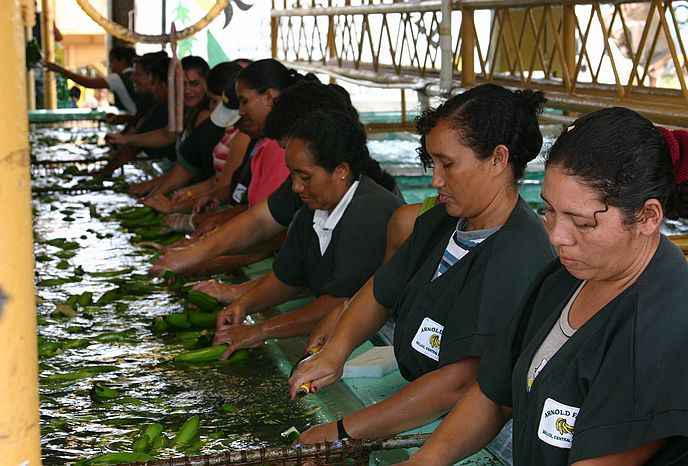
Dones de Belize manipulen bananes.

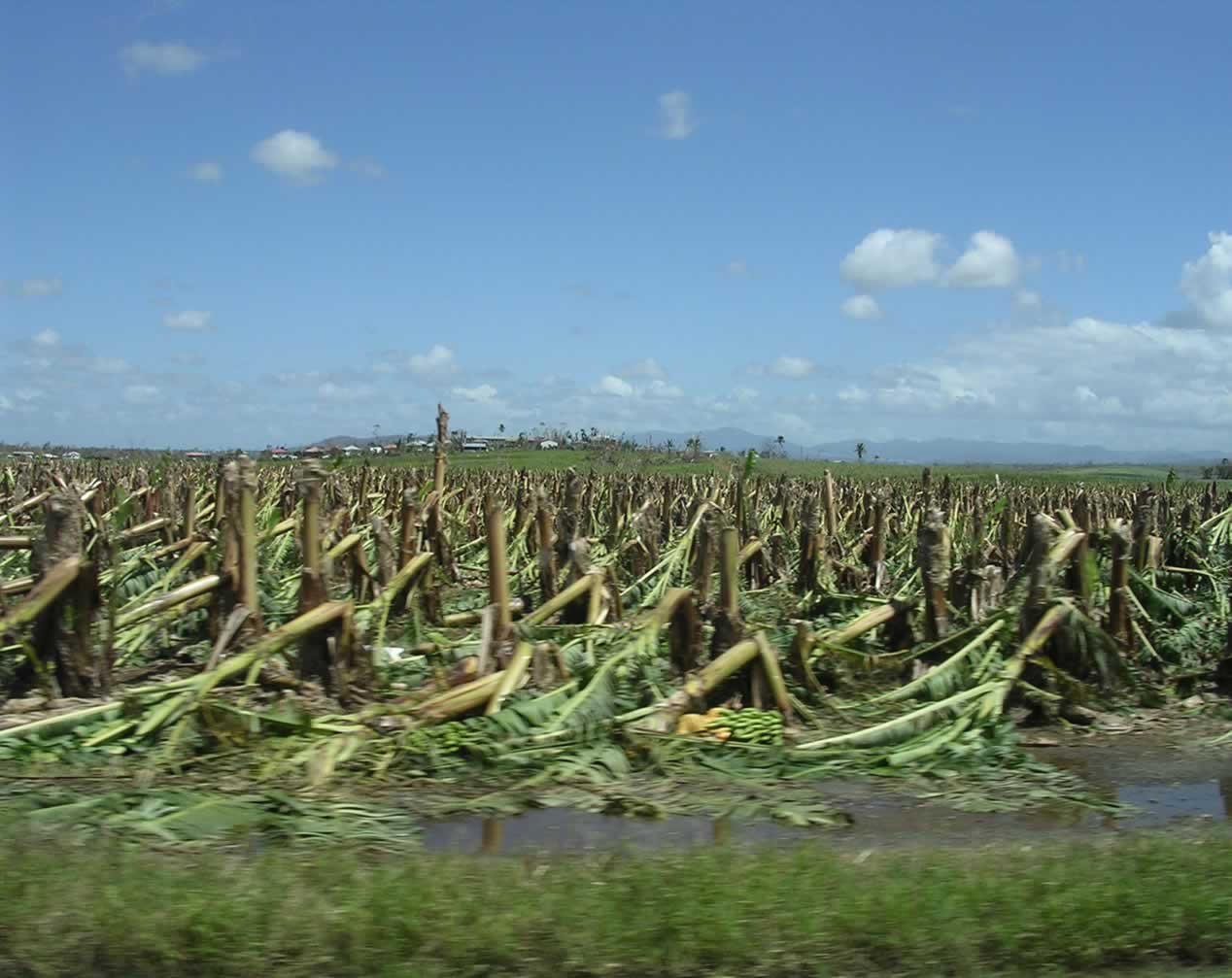
Camp de bananers arrasat pel cicló Larry l'any 2006.

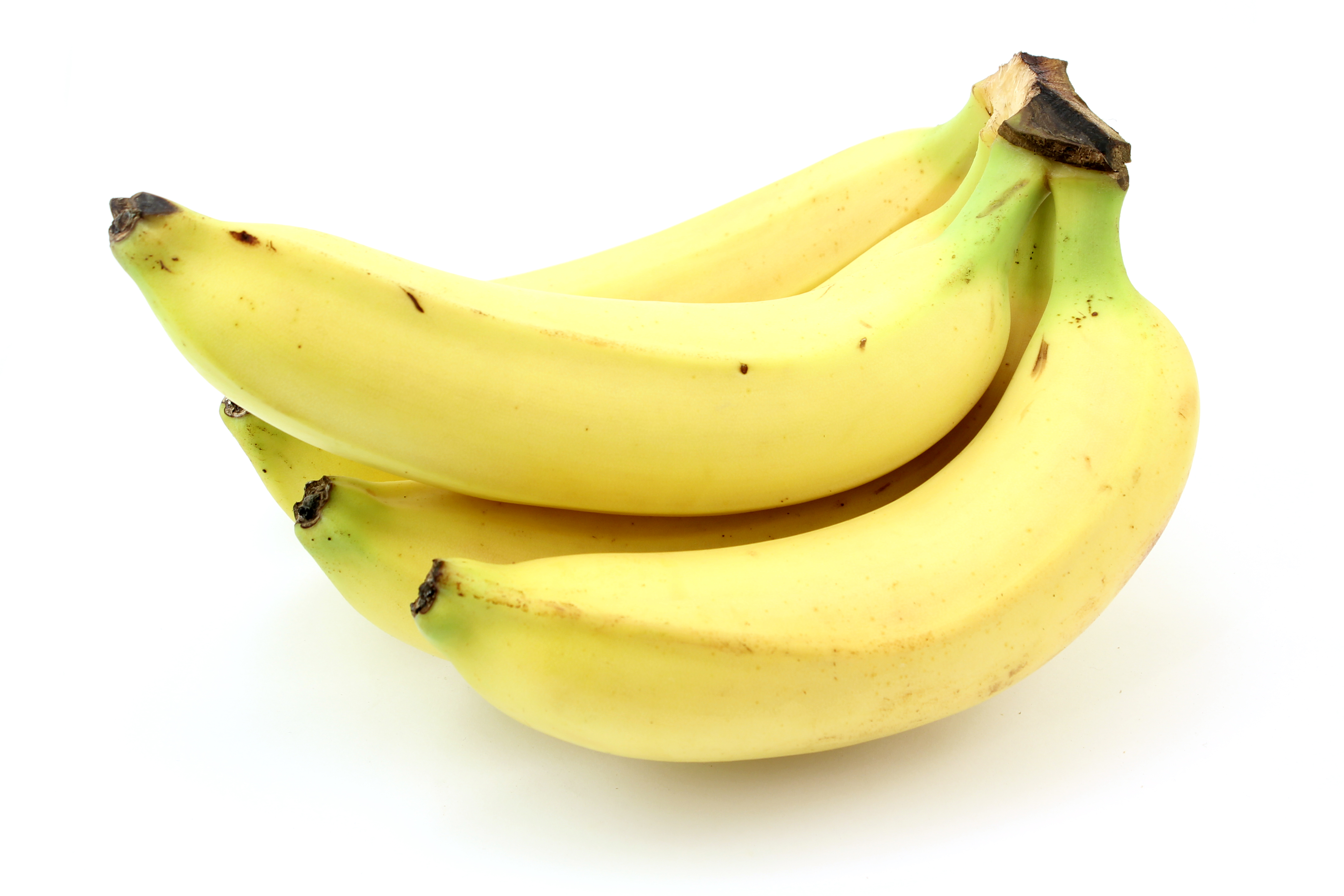
Un manat de bananes

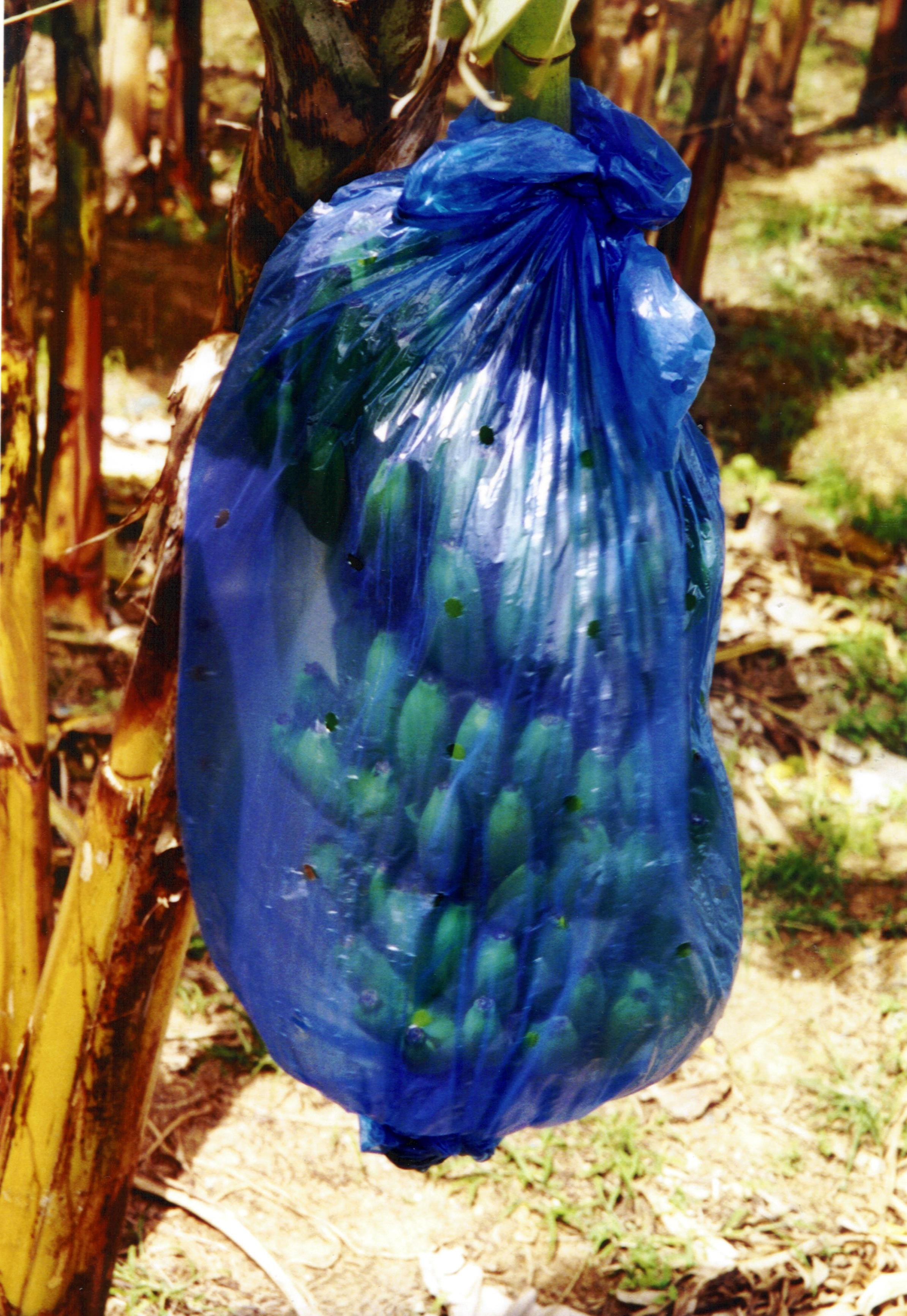
Raïm de bananes a Saint Lucia encapsulat en una bossa de plàstic per a la seua protecció.

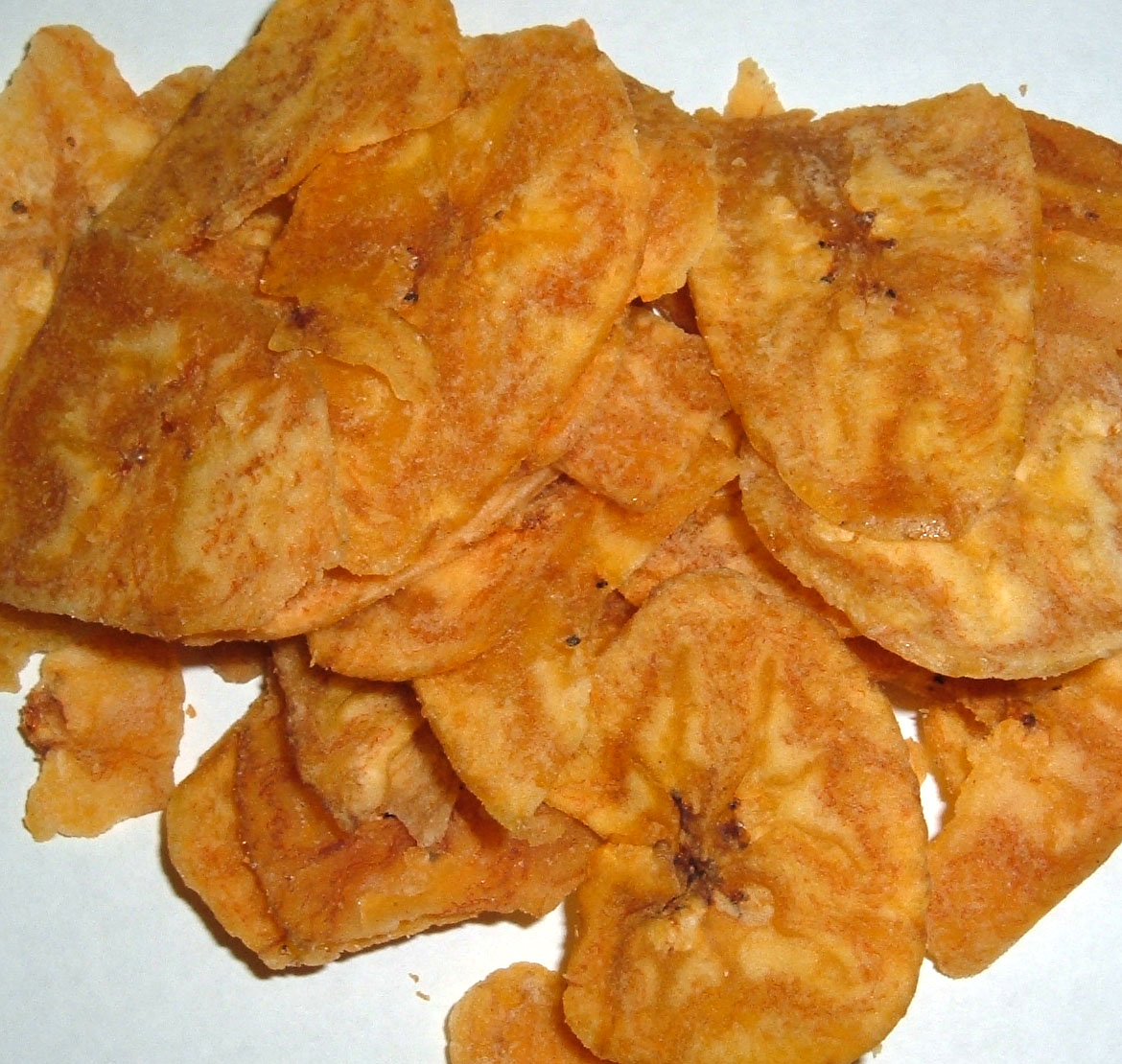
Xips cruixents de banana

La banana o plàtan és el fruit en forma de baia oblonga i arquejada del bananer o plataner, de polpa farinosa, pell gruixuda i llavors grosses en estat salvatge, que a les varietals cultivades és mancada de llavors i comestible. Agrupa un gran nombre de plantes herbàcies del gènere Musa, tant híbrids obtinguts per horticultura a partir de les espècies silvestres Musa acuminata i Musa balbisiana, com cultivades genèticament a partir d'aquestes espècies. A Europa és especialment reconegut per la seva qualitat el Plàtan de Canàries, que des del 2013 és una Denominació d'origen protegida, l'única al món.

## Origen i classificació
És una planta originària de les zones tropicals de l'Àsia Sud-oriental d'on posteriorment va passar a ser conreada a Àfrica, Amèrica i a altres indrets del món de clima similar, com ara Oceania i Australàsia. A les Illes Canàries es cultiven generalment varietats nanes.
Classificada originalment el 1753 per Linné com Musa paradisiaca, l'espècie tipus del gènere Musa, estudis posteriors han portat a la conclusió que la complexa taxonomia del gènere inclou nombrosos híbrids, de variada composició genètica, i s'ha desenvolupat un sistema estrictament sui generis de classificació per catalogar aquesta variació. Tanmateix, d'acord amb les regles del Codi Internacional de Nomenclatura Botànica, el nom linneà és prioritari, i continua sent usat tant en la seva forma original com en la modificada Musa × paradisiaca, que indica que es tracta d'un híbrid.

## El bananer
El bananer no és un arbre ni un arbust sinó que és una planta herbàcia de grans dimensions, puix que pot arribar a 8 metres d'alt i les fulles fer 3,5 metres de llarg (segons la varietat conreada).
El conreu del bananer es basa en la multiplicació vegetativa de la planta. Una vegada trasplantat un rizoma del tipus corm en surt una tija, o del punt de vista botànic més exactament una pseudotija, la qual produirà un únic raïm o mà de bananes i després morirà i serà substituïda per una altra tija que continuarà el cicle fins a l'esgotament de la planta al cap de prop de 25 anys.
Actualment també es fa reproducció vegetativa en laboratori per a evitar de propagar malalties, car es pot realitzar selecció genètica directa. Les varietats més conreades són híbrids, mutacions i modificacions i millores entre diverses espècies.
Les bananes es produeixen al llarg de totes les estacions de l'any, no són plantes de temporada.
Les varietats més conreades com a fruita dolça són de la classe Cavendish que va desplaçar a partir de 1950 la varietat Gros Michel, afectada per una malaltia fúngica molt greu la malaltia del Panamà.
També es conreen varietats molt més riques en midó per a consumir-les cuites.
La flor del bananer i la part interna de la tija també és comestible crua o cuita i és popular aquest ús a la cuina de l'Índia.
Les fulles del bananer són flexibles i impermeables serveixen tant per a coure o embolicar el menjar com per a construir cabanes o com paraigües.
Les plantes silvestres de bananer tenen fruits amb llavors dures, però les conreades no en tenen cap.

## El fruit: la banana
En primer lloc, cal dir que totes les bananes d'importació es cullen verdes i que són afectades per les temperatures amb les quals finalment maduren fora del bananer. En el transport són refrigerades a entre 13,5 a 15 °C si les temperatures són inferiors, els fruits es tornen grisos.
El contingut calòric és similar al de la patata: unes 80 a 100 calories per 100 grams (pes aproximat d'una banana mitjana), per la qual cosa, tot i tenir el doble de calories que les pomes, no deixen de ser relativament baixes en calories i aptes per a ser incloses en dietes d'aprimament.
El contingut en sucres és del 12% i el de proteïna d'1%, en varietats de postres. Els greixos són molt escassos: un 0,3% del fruit i la fibra dietètica arriba al 2,6%. A més, té uns 358 mg de potassi i 9 mg de vitamina C per cada 100 grams.
| Valor nutricional en 100 g de polpa de banana | Valor nutricional en 100 g de polpa de banana |
| --------------------------------------------- | --------------------------------------------- |
| Aigua                                         | 69,9%                                         |
| Hidrats de carboni                            | 20,2%                                         |
| Cel·lulosa                                    | 8,1%                                          |
| Proteïnes                                     | 1,3%                                          |
| Lípids                                        | 0,4%                                          |
| Àcid màlic                                    | 500 mg                                        |
| Àcid cítric                                   | 150 mg                                        |
| Àcid oxàlic                                   | 6 mg                                          |
| Potassi                                       | 400 mg                                        |
| Fòsfor                                        | 28 mg                                         |
| Sodi                                          | 2 mg                                          |
| Ferro                                         | 0,6 mg                                        |
| Vitamina B1                                   | 0,1 mg                                        |
| Vitamina B2                                   | 0,6 mg                                        |
| Vitamina B3                                   | 0.665 mg                                      |
| Vitamina B5                                   | 0.334 mg                                      |
| Vitamina B6                                   | 0.367 mg                                      |
| Vitamina B9                                   | 20 μg                                         |
| Vitamina C                                    | 8 mg                                          |
| Calci                                         | 5 mg                                          |
| Magnesi                                       | 27 mg                                         |
| Zinc                                          | 0.15 mg                                       |

## Hàbitat

### Origen i distribució
La banana moderna és un cultiu probablement originari de la regió indomalaia. Des d'Indonèsia es van propagar cap al sud i l'oest, arribant a Hawaii i la Polinèsia de manera progressiva. Els comerciants europeus van portar notícies de l'arbre a Europa al voltant del segle iii aC, però no el van introduir fins al segle x. De les plantacions de l'Àfrica Occidental els colonitzadors portuguesos el portarien a Sud-amèrica durant el segle xvi.
Avui les varietats comercials es cultiven a totes les regions tropicals del món. És la més conreada de les fruites tropicals i una de les quatre més importants en termes globals, només per darrere del raïm (Vitis vinifera), els cítrics i la poma (Malus domestica). Anualment es produeixen més de 28 milions de tones de fruita, de les quals gairebé dos terços provenen d'Amèrica del Sud. Els principals importadors són Europa, els Estats Units, Japó i el Canadà. Brasil és el principal productor mundial de banana, amb uns 3 milions de tones anuals, destinades en la seva majoria al mercat intern. El segueix l'Índia, que produeix quantitats similars, també consumides localment en la seva gran majoria. Tant Indonèsia (2 milions de tones/any) com Filipines (0,5 milions de tones/any) exporten la majoria de la seva producció al Japó, i a la República de la Xina (0,5 milions de tones/any).
La fruita consumida a Europa procedeix sobretot de les plantacions de l'occident africà, en particular de Costa d'Ivori i de Somàlia, des d'on 9 milions de tones anuals proveeixen les taules europees, i en menor mesura les possessions franceses i neerlandeses al mar Carib. El consum intern a Espanya s'ha servit tradicionalment de bananes de postres produïdes a Canàries, similars a les de Madeira, que exporten també de manera important al mercat europeu, però la liberalització dels mercats els ha fet retrocedir davant les importacions d'origen africà i sud-americà. Equador i Colòmbia són els principals exportadors de banana a Amèrica, als que els segueix Veneçuela, que ha superat el milió de tones anuals. La producció de Panamà, Hondures i Costa Rica està principalment destinada al mercat dels Estats Units.
La banana és un producte agrícola fonamental a Colòmbia, on els subproductes vegetals s'usen en l'alimentació animal, així com a Mèxic i Veneçuela. La República Dominicana és també un important productor, però la principal font de les bananes al Carib és Puerto Rico, que produeix més de 30 milions de dòlars nord-americans anuals, consumint la gran majoria dels mateixos dins del país. El consum per càpita de bananes a Puerto Rico es xifrava en 30 quilograms per any a mitjans dels anys 1980. A Ghana ocupen un paper important en l'economia, sobretot en combinació amb el cacau (Theobroma cacao), conreant com ombra per a aquest.

### Sòls
Les bananes toleren bé una gran varietat de terrenys; creixen i fructifiquen en condicions de força pobresa, encara que perquè la producció sigui econòmicament rendible requereixen sòls fèrtils i humits. Prefereixen terrenys profunds, ben drenats, amb la capa freàtica a no menys de dos metres de profunditat; per evitar la inundació de les arrels, els conreus en zones d'extrema humitat solen elevar les plantes mitjançant picapedrers o feixes, a més de cavar canals de desguàs entre les plantes, preveient un pendent del voltant de l'1% per permetre el drenatge. En terrenys més secs es fa necessària la irrigació artificial; el reg per aspersió permet la plantació de bananes en terrenys argilosos que tradicionalment es van considerar inadequats.
Prefereixen sòls lleugerament àcids, amb un pH al voltant del 6. Un excés d'acidesa fa necessària l'addició d'àlcalis durant el creixement per evitar la propagació dels fongs del gènere Fusarium, responsables de la malaltia de Panamà, que és la principal plaga d'aquests cultius. Si bé els sòls ideals són d'origen al·luvial, els terrenys sorrencs, argilosos, calcaris i rocosos poden ser acceptables; es presenten problemes en les sorres massa fines, que retenen massa aigua.
Els requeriments nutritius de la banana són elevats; les varietats de fruita poden necessitar entre 250 i 600 kg de nitrogen per hectàrea per proporcionar rendiments comercials, i entre 700 i 800 kg de potassi. Els rebroten tallats per evitar el seu desenvolupament i les restes de les pseudotiges després de la collita s'abandonen a la superfície o s'afegeixen a un compost per millorar la qualitat de la terra. Un excés de salinitat no atura el creixement de la planta, però redueix marcadament el seu rendiment, donant lloc a fruits nans o molt prims.

### Temperatura i pluviositat
Els bananers són propis de regions tropicals i subtropicals, i poques vegades donen bons resultats fora de la banda compresa entre els 30° N i 30° S. Alguns cultius estan adaptats a altituds de fins a 2.300 msnm, però la majoria no prospera a més de 600 m d'altitud.
La temperatura òptima per a la floració voreja els 27 °C, i el creixement dels fruits es beneficia d'una lleugerament superior. Per sobre dels 37 °C les fulles pateixen cremades i els fruits es deformen; per sota dels 16 °C el ritme de desenvolupament es redueix sensiblement, donant lloc a l'aparició d'un full per mes en lloc del període òptim d'una per setmana. Per sota dels 10 °C, la planta deté el seu creixement per complet, i el desenvolupament dels fruits s'avorta. Encara breus accessos de fred poden matar les inflorescències, ocasionar la podridura dels fruits ja presents o avortar el seu desenvolupament, donant lloc a fruits petits, de color verd gris i sabor feble. Les gelades són molt perjudicials; temperatures sota del punt de congelació provoquen la dessecació de les parts verdes i l'eventual caiguda dels pseudotiges i fulles presents. El rizoma les sobreviu, i torna a brollar quan la temperatura és adequada, encara que rigors climàtics per sota dels 7 °C sota zero poden danyar de manera irreversible. A vegades s'inunda lleugerament el sòl en previsió d'una gelada breu per alentir l'intercanvi tèrmic i permetre la supervivència; en altres casos s'eleva artificialment la temperatura mitjançant la crema controlada de detritus.
El règim de pluges ha de ser constant, amb uns 100 mm mensuals al llarg de l'any, i no més de tres mesos d'estació seca. La sequera pot ocasionar una greu reducció en el nombre i la mida dels fruits, comprometent el rendiment de la collita. Davant la manca d'aigua, les fulles es parteixen o esgrogueeixen prematurament, i eventualment cauen per complet; en casos greus, les beines foliars que formen la pseudotija, també moren. Una major dotació genètica de M. balbisiana afavoreix la resistència a la sequera. La inundació és igual de perillosa; més de 48 hores de saturació o l'estancament d'aigua entre les arrels maten les plantes per podridura irreversiblement. Si la humitat és excessiva, les plantes poden presentar nanisme i manca de vigor, el que se soluciona obrint rases de drenatge o elevant les plantacions sobre talussos.
A Austràlia i l'Índia algunes varietats s'han adaptat a sòls elevats. Les varietats australianes es conreen entre els 60 i els 300 msnm per evitar les gelades que són freqüents més avall; les índies arriben fins als 2.000 msnm, en especial la varietat nana 'Kullen', que es conrea en els contraforts orientals dels Ghats, 'Vella vazhai', que es planta en els Pulneys, i la banana 'Plankel'. A l'Àfrica la major part de les plantacions està per sobre dels 900 m; a Sud-àfrica és la regió sud-est el principal focus productor, entre els 900 i els 1000 msnm, i en l'Àfrica oriental les altituds són encara majors.

### Localització
Per la seva naturalesa herbàcia, els bananers han d'estar protegits del vent. Per sobre dels 40 km/h les varietats de tija més llarga poden resultar arrencades en oferir les grans fulles molta resistència; per sobre dels 60 km/h encara les varietats nanes sofreixen danys. Encara ratxes de menor intensitat poden danyar els fruits, provocar la caiguda de les flors o dessecar les fulles.
Els bananers prefereixen ple sol, excepte en climes molt calorosos; al tròpic creixen bé en semiombra, però en regions de temperatures més moderades la falta d'exposició al sol porta a la producció de fruits escassos i de baixa qualitat.

## Història
A Nova Guinea s'han trobat evidències d'haver estat conreades des de fa 8.000 anys cosa que converteix el conreu del bananer (com altres del grup dels reproduïts vegerativament) en un dels més antics de la Humanitat.

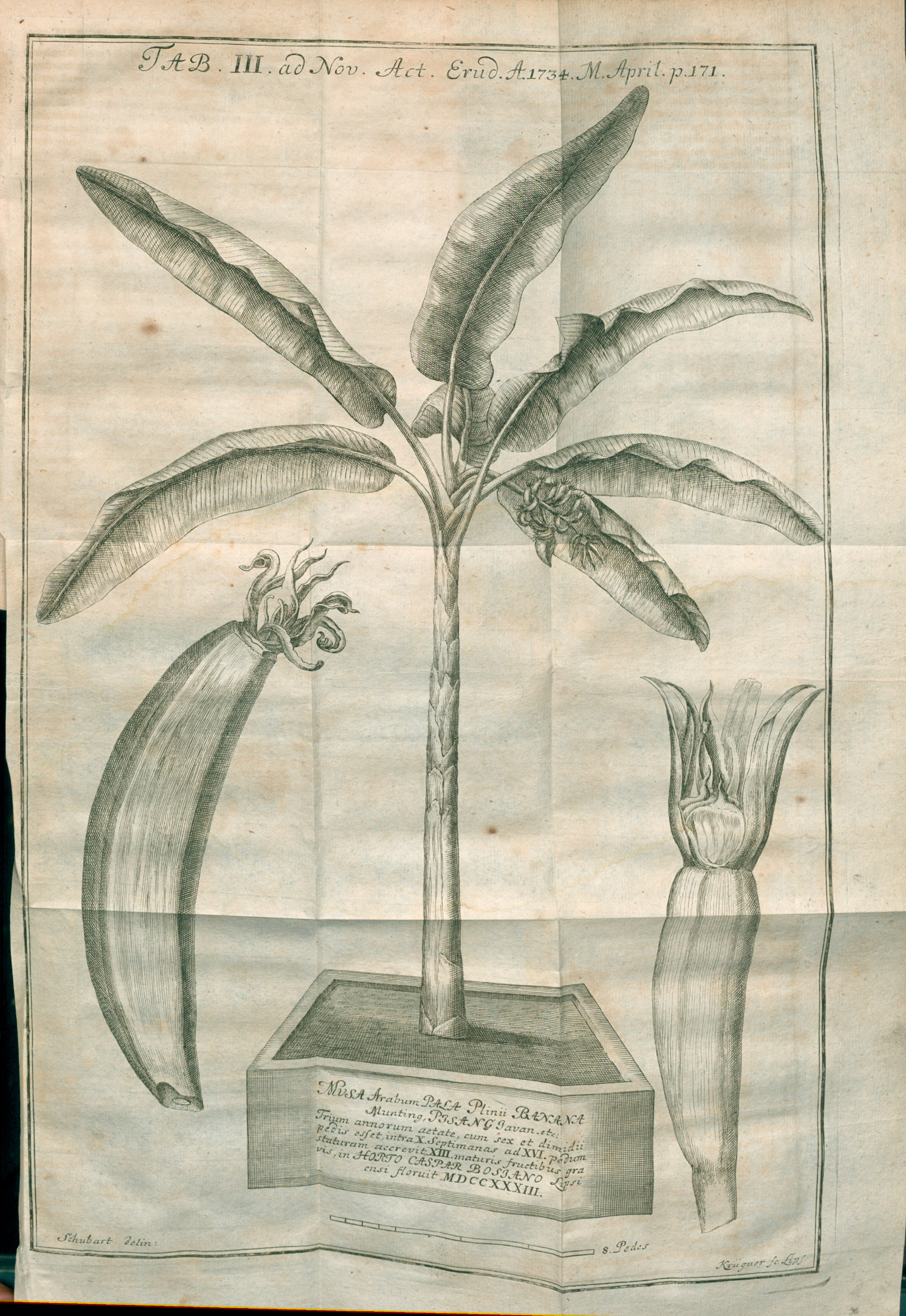
Il·lustració de producte i de plataner (Acta Eruditorum, 1734)

A l'Amèrica Central aquest conreu va acabar tenint una gran influència sociopolítica de la mà del control, monopoli de facto, d'empreses nord-americanes com la United Fruit Company (actualment Chiquita) i que va donar lloc al concepte de República bananera.

## Comerç
La gran majoria dels productors de bananes són petits agricultors que les conreen per al seu consum domèstic o per als mercats locals. Atès que els bananers produeixen fruits durant tot l'any, proporcionen una molt valuosa font d'aliments durant el temps en què tots els aliments de la collita anterior han estat consumits i la propera collita no és disponible encara. És per aquesta raó que les bananes són de gran importància per a la seguretat alimentària dels països productors.
Encara que la majoria de bananes es destinen als mercats locals i una part al consum domèstic, les exportacions de bananes són molt importants, destacant a l'Equador, Colòmbia, Costa Rica, Hondures, Guatemala, Panamà, les Antilles, Filipines, les illes Canàries, Madeira, Camerun i Costa d'Ivori. La República Dominicana és el principal país exportador de banana orgànica.
| Principals països productors de bananes l'any 2005 (en milions de tones) | Principals països productors de bananes l'any 2005 (en milions de tones) |
| ------------------------------------------------------------------------ | ------------------------------------------------------------------------ |
| Índia                                                                    | 16.8                                                                     |
| Brasil                                                                   | 6.7                                                                      |
| Xina                                                                     | 6.4                                                                      |
| Equador                                                                  | 5.9                                                                      |
| Filipines                                                                | 5.8                                                                      |
| Indonèsia                                                                | 4.5                                                                      |
| Costa Rica                                                               | 2.2                                                                      |
| Mèxic                                                                    | 2.0                                                                      |
| Tailàndia                                                                | 2.0                                                                      |
| Colòmbia                                                                 | 1.6                                                                      |
| Burundi                                                                  | 1.6                                                                      |
| Total mundial                                                            | 72.5                                                                     |

## Classificació
La classificació de les múltiples varietats de bananes és una qüestió extremadament complexa, i encara inacabada. La classificació original de Linné es va basar en els escassos exemplars a la seva disposició a Europa, on el clima limita severament la possibilitat d'obtenir plantes en bon estat. El 1753, en l'obra Species Plantarum, va incloure amb el nom de Musa paradisiaca un exemplar de banana feculent, amb fruits llargs i prims i les bràctees i flors masculines persistents en el raquis de la inflorescència, que va poder observar personalment a l'hivernacle de George Cliffort, prop de la ciutat neerlandesa de Haarlem. Sis anys més tard va afegir a la seva descripció Musa sapientum, un exemplar que produïa fruits de postres, amb flors masculines dehiscents i amb un contingut de fècula més petit en el fruit.
La classificació es va utilitzar durant segles, en correspondre bastant estretament a les varietats difoses a Amèrica i Àfrica. Tanmateix, el centre de la diversitat germoplasmàtica de Musa al sud-est asiàtic presentava nombroses espècies que no convenien a les descripcions que havia publicat el botànic suec en nombrosos aspectes. Les espècies descrites i publicades en els dos segles següents van ser nombroses, però poc curoses, i la confusió sobre la seva relació era gran.
No seria fins a la publicació el 1948 de la Classification of the bananas d'Ernest Cheesman que es va introduir un ordre taxonòmic rigorós a la qüestió. Cheesman identificar els tipus linneans com híbrids produïts per l'encreuament de dues espècies descrites per Luigi Colla, M. acuminata i M. balbisiana. A partir d'ells, va classificar les múltiples varietats cultivades en tres grups segons la seva dotació genètica; un d'ells descendia principalment de cadascuna de les espècies progenitores, mentre que un tercer estaria format per híbrids de trets mixtos.
El grup procedent principalment de M. acuminata comprendria les bananes comestibles més antigues, obtingudes mitjançant la selecció d'exemplars estèrils i partenocàrpics de l'espècie a les illes del sud-est asiàtic i la península malaia. A partir d'aquests, i per restitució cromosòmica, es van desenvolupar varietats triploides més robustes i productives. Cheesman classificava aquestes varietats juntament amb el seu avantpassat salvatge com M. acuminata, argumentant que la autopoliploidia no representava cap alteració del material genètic de l'espècie.
Més al nord, en regions més seques, les varietats procedents de M. balbisiana van resultar més útils en ser més tolerants. A les Filipines es van obtenir els primers exemplars triploides d'aquest grup, aseminats però fora d'això morfològicament molt afins al seu progenitor salvatge. Difosos per propagació vegetativa per la seva esterilitat, donarien origen al segon grup de varietats conreades, als quals Cheesman classificava paral·lelament com M. balbisiana.
Finalment, en algunes zones les dues branques van entrar en contacte, i en ser heterocompatibles van donar origen a híbrids naturals diploides, triploides i alguns tetraploides, entre els quals es comptaven les dues varietats que va tenir ocasió d'identificar Linné. Si bé l'expressió botànicament més correcta per designar la planta seria M. acuminata x balbisiana, d'acord amb les normes del Codi Internacional de Nomenclatura per Plantes Cultivades els híbrids d'interès poden portar també un nom binomial per a la seva identificació. Atès que Musa paradisiaca té prioritat de publicació, el nom d'híbrid Musa x paradisiaca pot ser utilitzada per designar a totes les varietats procedents de l'encreuament de M. acuminata i M. balbisiana sense més precisions sobre la seva composició genètica.
Tanmateix, la composició genètica és important per determinar les característiques dels diferents grups cultivats, que difereixen espectacularment entre si. Poc després de les troballes de Cheesman, Ken Simmonds i Norman Shepherd (1955) van publicar un mètode per identificar les varietats a partir del seu origen. A partir d'una taula diagnòstica que comprèn quinze característiques bàsiques que varien entre M. acuminata i M. balbisiana, els híbrids s'avaluen, assignant una puntuació a cada característica segons sigui idèntica a M. acuminata (un valor d'un punt), idèntica a M. balbisiana (5 punts) o un fenotip intermedi (puntuacions intermedis d'acord amb la seva similitud als progenitors). Els valors se sumen, i el total s'utilitza per determinar grosso modo les característiques de l'híbrid. Les puntuacions entre 15 i 20 corresponen a varietats salvatges o diploides pures de M. acuminata; a l'extrem més alt de l'escala, els seus equivalents de M. balbisiana. Els híbrids mostren puntuacions intermèdies.
Simmonds i Shepherd proposaren la substitució dels noms linneans per un codi ad hoc per expressar el genotip de la varietat. Cada híbrid s'identificaria per una clau d'entre dues i quatre lletres, d'acord amb la seva ploidia; cada lletra respondria a l'origen de la varietat, sent A per a designar una branca genètica procedent de M. acuminata o B per a una procedent de M. balbisiana. D'aquesta manera, un híbrid triploide amb dos jocs de cromosomes procedents de M. acuminata i un M. balbisiana s'identificaria com AAB, i un diploide pur de M. balbisiana com a BB. Les investigacions han revelat que les varietats d'origen A són més nombroses que les d'origen B; la majoria dels cultius són AAA o AAB, i les bananes ABB, i AB, AABB o ABBB són més rares. Per precisar el conreu, es posposa el nom propi del mateix entre cometes simples a la descripció genètica. No totes les fonts han adoptat el sistema, però compta amb un extens ús entre els especialistes en el tema.

### Grups fenotípics
La major part de les cultivars com a fruit sucrat procedeix exclusivament de M. acuminata, presentant una constitució diploide o triploide. Simmonds i Shepherd distingir diversos grups fenotípics, als quals investigadors posteriors han anat afegint varietats de recent obtenció o no identificades prèviament:
- El grup AA 'Jari Buaya', molt popular a Vietnam i Indonèsia però gairebé desconegut a Occident;
- El grup AA 'Kapas', una banana consumida cuita a Indonèsia i Malàisia;
- El grup AA 'Lakatos', una banana de creixement molt ràpid (fructifica en menys de 10 mesos) d'origen filipí, popular en els tròpics; el nom binomial avui invàlid M. lacated probablement correspon a aquest grup;
- El grup AA 'Sucrier', important a Nova Guinea però també estès al sud-est d'Àsia i Brasil; són exemplars diploides, de pseudotalls foscos, de to groguenc i amb prou feines cerulis, que produeixen raïms petits, de fruits de pell prima i summament dolços. En aquest grup es compta la varietat anomenada 'Dit de Dama' o 'Guinea Blanc', la més petita de les bananes conreades comercialment, una banana de tronc prim i un fort sistema radicular, que produeix raïms d'entre 10 i 14 mans de 12 a 20 fruits. Són resistents a la sequera i a la malaltia de Panamà, però susceptibles de la sigatoka. Els binomials avui invàlids M. berteri, M. berteroniana i M. sapientum corresponen a aquest grup de cultivades;
- El grup AAA 'Cavendish', que comprèn la major part de les bananes consumides a Europa i els Estats Units des del declivi de 'Gros Michel'. Possiblement procedent d'Indonèsia - on la banana 'Bungulan' es produeix de manera domèstica, encara que el seu ritme irregular de maduració i feble tolerància a l'emmagatzematge el fa poc apte per a les plantacions comercials-, avui es desenvolupa en nombroses varietats:
  - el conreu 'Cavendish nan', desenvolupat a la Xina i avui la varietat més important a les illes Canàries i Àfrica oriental; és una banana de port gros, amb les fulles amples, tolerant al vent i la sequera, que produeix fruits mitjans, de bona qualitat però propensos al dany en transport per la primesa de la seva closca. Té la peculiaritat de tenir flors masculines indehiscents. Els noms binomials avui invàlids M. cavendishii, M. sinensis i M. nana (non Louro.) corresponen a aquest conreu;
  - el conreu 'Cavendish Gegant' o 'Grand Nain', d'aparença similar al 'Gros Michel' i origen incert. És una banana de port mitjà, amb el pseudotall clapejat de bru, amb bananes de mida més gran que el 'Cavendish nan', de closca més gruixuda i sabor menys intens. És la principal varietat a Colòmbia, Equador i Taiwan.
  - el conreu 'Robusta', similar a 'Lakatos', una banana petita i resistent al vent que es conrea al Brasil i la Polinèsia;
  - el conreu 'Valery', una variant de 'Robusta' més resistent a la sigatoka però de fruit més ferm i lleugerament de textura cerúlia;
- El grup AAA 'Golden Beauty', desenvolupades a Trinitat per la seva resistència a la malaltia de Panamà i la sigatoka; són bananes petites, amb raïms curts, però resistents al transport i de molt bon gust. Es cultiven a Hondures i Fiji;
- El grup AAA 'Gros Michel', que va ser durant molt temps la banana més conreada d'Occident; procedent de Birmània i Sri Lanka, va ser introduït a Martinica pels francesos, i des d'allà a Jamaica, Amèrica Central, Hawaii i Austràlia. Són bananes de gran port, amb grans raïms de fruits llargs i de color groc intens, avui gairebé desapareguts per la seva susceptibilitat a la malaltia de Panamà. No obstant això, ha estat usat com a base per al desenvolupament d'altres cultivares;
- El grup AAA 'Morat', popular al Carib encara que originari de l'Índia. És resistent a les malalties però triga més de 18 mesos en fructificar, per la qual cosa només és accessible en plantacions comercials. És una banana de gran port, amb fulles i tiges de color morat intens, i el fruit virant al taronja a mesura que madura; produeix raïms compactes d'uns 100 fruits de sabor intens i mida mitjana. La varietat 'Verd Morat' té un vistós colorit jaspiat de verd i morat, i arriba als 9 m d'alçada; produeix quatre a set mans per raïm, de bona mida.

Pròpiament híbrids existeixen cultivars diploides, triploides i tetraploides:
- El grup AAB 'Burro' o 'Orinoco', una planta alta, resistent, de pocs fruits llargs i molt gruixuts, amb la polpa lleugerament rosàcia i comestible cru, però excel·lent cuita;
- El grup AAB 'Francès', una banana grossa, vigorosa, amb les flors masculines indehiscents, conreada sobretot a l'Índia i Àfrica oriental; els noms binomials avui invàlids M. bidigitalis i M. purpurea-tomentosa corresponen a aquest grup, així com la de M. paradisiaca' original de Linné;
- El grup AAB 'Laknau', un plàtan triploide similar a 'Banya' i excepcional que produeix flors fèrtils, cosa que ha permès el seu ús com a material de base per a encreuaments experimentals;
- El grup AAB 'Mascle', plàtans molt resistents que produeixen poca fruita, comestible cru però de gust molt més agradable després de la cocció. Els noms binomials avui invàlids M. corniculata, M. emasculata i M. protractorachis corresponen a aquest grup;
- El grup AAB 'Poma' és la banana de postres més estesa al tròpic, encara que no existeixen grans plantacions. És una banana molt grossa, amb només una dotzena de mans per raïm i 16 a 18 fruites per mà, molt resistent a la sigatoka però susceptible a la malaltia de Panamà. El fruit és molt fragant, amb un distintiu aroma a poma, lleugerament astringent abans de madurar però molt saborós;
- El grup AAB 'Mysore' és la banana més cultivada a l'Índia, on gairebé tres quarts de la superfície plantada el contracta. És estrany fora de la península, encara que a Trinitat s'ho planta acompanyant el cacau. És vigorosa, resistent a la sequera, immune a la malaltia de Panamà i poc susceptible a la sigatoka. Produeix raïms compactes de bananes de pell prima i color groc brillant, de gust subàcida;
- El grup AAB 'Rajah'; el nom binomial avui invàlid M. règia probablement correspon a aquest grup;
- El grup AAB 'Seribu'; el nom binomial invàlid M. seribu correspon a aquest conreu;
- El grup ABB 'Awake';
- El grup ABB 'Cenizo', un plàtan extremadament alt, amb una tija floral llarga i poques mans per raïm. Produeix fruits angulosos, molt grossos, de pell ventafocs i polpa molt blanca, amb alta concentració de sucre en comparació amb altres plàtans;
- El grup ABB 'Chato' o 'Bluggoe', un plàtan molt resistent a les malalties que produeix raïms de fruits de gran mida, distintius per la seva estructura oberta, molt important com a cultiu de subsistència a Àfrica i Àsia;
- El grup ABB 'Pelipita', una de les principals cultivars comercials de plàtan en el món, resistent a la sigatoka negra però de sabor menys intensa que altres varietats;
- El grup ABBB 'Tiparot', un tetraploide desenvolupat per la seva resistència a les malalties, però poc productiu.

D'origen exclusivament de M. balbisiana existeixen també nombroses varietats:
- El grup BBB 'Cardada';
- El grup BBB 'LEP Chang Kut';
- El grup BBB 'Maricongo', el principal cultiu comercial de plàtan del món, de forma alta, fruita molt angulosa i de bona mida; existeix una varietat nana, el 'nan' o 'Cochon';
- El grup BBB 'Saba', de menor qualitat culinària però immune a la sigatoka negra.

## Usos

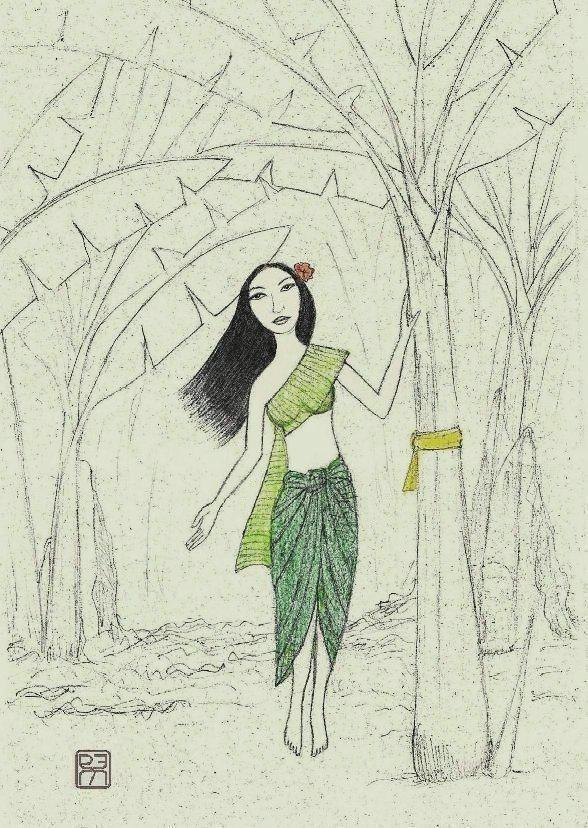
Nang Tani, és un fantasma de la mitologia del sud-est asiàtic relacionat amb el bananer

En gastronomia hom les consumeix crues, fregides, al forn o en forma de farines o vi de bananes. Darrerament, l'excés de producció ha fet desenvolupar tecnologies per a transformar aquest fruit en un producte alimentari més estable: xarops, purés, sucs concentrats i begudes derivades, xips deshidrats o fregits, etc. D'altra banda, la indústria dedicada a l'aprofitament dels residus i dels fruits fets malbé també n'extreu el midó i n'obté alcohol a partir d'un procés de fermentació. A la República Dominicana s'hi elabora el mangú.
Les fulles de l'arbre s'usen com safates i amb elles es confecciona un tipus de paper usat al sud-est asiàtic. També es fan servir per embolicar dolços tradicionals. La seva fibra ha servit per confeccionar tèxtils en aquestes zones i al Japó medieval. La pell del fruit serveix per treballar més fàcilment el cuir.
El plàtan ocupa un lloc en l'humor occidental. En primer lloc per la seva forma fàl·lica provoca sovint acudits o al·lusions còmico-eròtiques i d'altra banda relliscar amb una pell de plàtan és un dels gags propis de l'slapstick més comuns.